# Oberlauterbach
Oberlauterbach – miejscowość i gmina we Francji, w regionie Grand Est, w departamencie Dolny Ren.
Według danych na rok 1990 gminę zamieszkiwało 396 osób, 74 os./km².